# Makenzi Franses Zigler
Makenzi Franses Zigler (eng. Mackenzie Frances Ziegler) je američka igračica, pevačica, glumica i model koje je rođena 4. juna 2004. godine. Šest godina je učestvovala u rijaliti programu za igru Razigrane Mame (eng. Dance Moms) koji je organizovala produkcija Lifetime. Ona je mlađa sestra igračice i glumice Medi Zigler (eng. Maddie Ziegler).
Njena muzička karijera počela je 2014. godine albumom Mack Z. Njen drugi album Phases izašao je 2018. godine. Sa pevačem Džonijem Orlandom (eng. Johnny Orlando) radila je zajedničke koncertne turneje po Severnoj Americi i Evropi. Osim nekoliko pesama koje je snimila sa Orlandom, Makenzi je snimala i samostalno. Zajedno sa sestrom, 2017. i 2018. godine, Makenzi je bila na turneji po Australiji i Novom Zelandu radeći radionice plesa. Makenzi, takođe, radi i kao model za Polo Ralph Lauren, ali i za druge brendove.
Osim u Razigrane Mame (eng. Dance Moms), Ziglerova je učestvovala i u drugim televizijskim programima, kao što je sitkom (situaciona komedija) Niki, Riki, Diki i Don (eng. Nicky, Ricky, Dicky&Dawn) (2015. i 2017. godine). Od 2018. godine igra u serijalu o srednjoj školi Potpuno Pomračenje (eng. Total Eclipse). Makenzi se, takođe, takmičila u šou Plesanje sa Zvezdama: Juniori (eng. Dancing with the Stars: Juniors) i igrala Doroti na letnjoj sceni pantomime u adaptaciji Predivna Zima Oza (eng. The Wonderful Winter of Oz), u Pasadeni, Kalifornija.
U avgustu 2019. godine, Zigler je na društvenim mrežama imala više od 13 miliona pratilaca na Instagramu, 10 miliona TikTok (eng. TikTok) pratilaca, kao i 3 miliona na Jutjubu (eng. YouTube) pretplatnika i milion Tviter (eng. Twitter) pratilaca.

## Detinjstvo
Zigler je rođena u Pitsburgu, Pensilvanija, a odrasla je u Marejsvilu, Pensilvanija. Njeni roditelji Melisa Zigler-Gisoni (eng. Melissa Ziegler-Gisoni) i Kurt Zigler (eng. Kurt Ziegler) razveli su se kada joj je bilo šest godina, posle bankrota 2009. godine. Njena majka se preudala za Greg Gisonija (eng. Greg Gisoni) 2013. godine. Ziglerova ima stariju sestru Medi (eng. Maddie), koja je, takođe, igračica i glumica, dvojicu starije polubraće po ocu - Rajana (eng. Ryan) i Tajlera (eng. Tyler), kao i starijeg polubrata Metjua (eng. Matthew) i polusestru Mišel (eng. Michelle). Makenzi je počela da igra u Abi Li Dens Društvu (eng. Abby Lee Dance Company) u Pitsburgu kada je imala dve godine. Sa ovim društvom osvajala je nagrade na takmičenjima u plesu.